# سالوادور رینوسو
سالوادور رینوسو (انگلیسی: Salvador Reynoso؛ زادهٔ ۱۲ اکتبر ۱۹۸۷) بازیکن فوتبال اهل آرژانتین است.
از باشگاه‌هایی که در آن بازی کرده‌است می‌توان به باشگاه ورزشی سن لورنسو آلماگرو اشاره کرد.